# Amerohelea similis
Amerohelea similis är en tvåvingeart som beskrevs av Gustavo R. Spinelli 1991. Amerohelea similis ingår i släktet Amerohelea och familjen svidknott.
Artens utbredningsområde är Uruguay. Inga underarter finns listade i Catalogue of Life.